# Via traversant

Vias traversants utilisés dans des puces DRAM empilées en combinaison avec un contrôleur mémoire High Bandwidth Memory (HBM) (en haut et à droite du schéma).

Dans le domaine de l'industrie des semi-conducteurs, un via traversant (en anglais through-silicon via ou TSV) est un contact électrique réalisé dans la verticalité du substrat, permettant d'établir une connexion entre les deux faces. Ainsi les contacts peuvent être repris sur la face du substrat opposée à la face active où se trouvent les dispositifs microélectroniques ou électromécaniques.

## Intérêt
Le principal intérêt de l'utilisation de via traversants est de pouvoir interconnecter une puce sur une autre, ou sur un substrat (circuit imprimé), par rapport de puce, sans avoir recours à un câblage par fil. Cette solution permet d'obtenir une interconnexion plus compacte, et éventuellement, selon les cas, moins coûteuse et plus robuste.